# Carangiformes
De Carangiformes zijn een orde van straalvinnige beenvissen. De orde maakt deel uit van een clade die een zusterclade is van de Ovalentaria, de andere orden in de clade zijn de Synbranchiformes, Anabantiformes, Istiophoriformes en Pleuronectiformes. De Carangiformes zijn door sommige autoriteiten als een monotypische orde beschouwd, met alleen de Carangidae erin, en de families binnen de orde zijn geclassificeerd als onderdeel van de bredere orde Perciformes. De 5e editie van Fishes of the World classificeert zes families binnen de orde Carangiformes, terwijl andere autoriteiten de orde uitbreiden tot maximaal dertig families.

## Families
- Nematistiidae Gill
- Coryphaenidae Rafinesque, 1815
- Rachycentridae Gill 1896
- Echeneidae Rafinesque, 1815
- Carangidae Rafinesque, 1815
- Menidae Fitzinger, 1873

Er is gesuggereerd dat Coryphaenidae, Rachycentridae en Echeneidae een monofyletische groep vormen die is gevonden als een zusterclade van de Carangidae.